# سيويل كولينز
سيويل كولينز (بالإنجليزية: Sewell Collins)‏ هو منتج مسرحي ‏ ورسام كارتون وكاتب مسرحي ورسام توضيحي أمريكي، ولد في 1 سبتمبر 1876 في دنفر في الولايات المتحدة، وتوفي في 15 فبراير 1934 في لندن في المملكة المتحدة.

## وصلات خارجية
- سيويل كولينز على موقع IMDb (الإنجليزية)
- سيويل كولينز على موقع ألو سيني (الفرنسية)
- سيويل كولينز على موقع أول موفي (الإنجليزية)
- سيويل كولينز على موقع قاعدة بيانات برودواي على الإنترنت (الإنجليزية)
- سيويل كولينز على موقع كينوبويسك (الروسية)